# 產業旅遊
产业旅游是指目的地為产业场所的旅游。人们可以看到和体验商品的生产过程。通常拥有坚实产业基础的城市和地区是产业旅游的目的地。此外有些经济已經崩溃的工业区，特别是采矿业和冶金工业区，希望通过工业旅游恢复經濟。